# August Fager
August Fager (Estados Unidos, 25 de diciembre de 1891-Lake Worth (Florida), 17 de noviembre de 1967) fue un atleta estadounidense, especialista en la prueba de campo a través por equipo en la que llegó a ser subcampeón olímpico en 1924.

## Carrera deportiva
En los JJ. OO. de París 1924 ganó la medalla de plata en campo a través por equipo, consiguiendo 14 puntos, tras Finlandia (oro) y por delante de Francia (bronce), siendo sus compañeros de equipo: Arthur Studenroth y Earl Johnson.